# لويزا فيرير
لويزا فيرير هي منافسة ألعاب القوى كوبية، ولدت في 4 يناير 1962 في كوبا.

## وصلات خارجية
- لويزا فيرير على موقع الاتحاد الدولي لألعاب القوى (الإنجليزية)